# Peyritschia koelerioides
Peyritschia koelerioides es una especie de plantas herbáceas perteneciente a la familia de las poáceas. Es originario de México.

## Descripción
Tiene tallos que alcanzan un tamaño de 20-80 cm de altura, glabros, simples. Vainas glabras; lígula de 1-3 mm; láminas de 1-3.5 mm de ancho, aplanadas, glabras. Panícula de 9-18 x 0.3-1 cm, espiciforme, densa, lobulada; eje escabroso, ocultando por las espiguillas; ramas adpresas. Espiguillas 2.5-4.5 mm; glumas 2.5-4.5 mm, subiguales, la inferior 1-nervia, la superior 3-nervia; flósculos 2; lema inferior 2.5-3.5 mm, glabra, el ápice 2-lobado, los lóbulos obtusos; arista ausente o hasta 1 mm, recta, insertada inmediatamente abajo del ápice; callo con pocos tricomas hasta 0.5 mm; raquilla esparcidamente pilosa con tricomas hasta 0.5 mm; estambres 2, las anteras 0.7-1.3 mm. Cariopsis 1.7-2 mm; endospermo líquido. Tiene un número de cromosomas de  2n=28.

## Distribución y hábitat
Se encuentra en pastizales, bosques abiertos de Pinus o Quercus a una altitud de 2800-4000 metros desde el sur de México hasta  Guatemala.

## Taxonomía
Peyritschia koelerioides fue descrita por (Peyr.) E.Fourn. y publicado en Mexicanas Plantas 2: 110. 1886.
Sinonimia
- Aira koelerioides Peyr. basónimo
- Deschampsia koelerioides (Peyr.) Benth.
- Graphephorum altijugum E.Fourn.
- Trisetum altijugum (E.Fourn.) Scribn.[4][5]